# Etmopterus villosus
Etmopterus villosus es una especie de pez de la familia Dalatiidae en el orden de los Squaliformes.

## Morfología
Los machos pueden alcanzar 46 cm de longitud total.

## Reproducción
Es ovovivíparo.

## Hábitat
Es un pez de mar y de aguas profundas que vive entre 280-1.610 m de profundidad.

## Distribución geográfica
Se encuentra en las Hawái.